# Ocucajea
Ocucajea es un género extinto de cetáceo de la familia de los basilosáuridos del Eoceno Medio (etapa del Bartoniense) hallado en depósitos del sur de Perú. Ocucajea es conocido a partir del holotipo MUSM 1442, un esqueleto parcial. Fue recolectado en el sitio Valle de los Arqueocetos, en la formación Paracas de la Cuenca Pisco, que data de hace unos 37 millones de años. Fue descrito originalmente por Mark D. Uhen, Nicholas D. Pyenson, Thomas J. Devries, Mario Urbina y Paul R. Renne en 2011 y la especie tipo es Ocucajea picklingi.